# Cucullia embolima
Cucullia embolima là một loài bướm đêm trong họ Noctuidae.